# Genes ParaHOX
O cluster de genes denominado ParaHox é parte da família de genes Homeobox, foi descoberto no anfioxo Branchiostoma floridae e hoje sabemos que está presente em Cnidária, Acoelomorpha, Deuterostomia, Lophotrochozoa e alguns Ecdysozoa, porém em muitos grupos o cluster não é conservado e alguns genes não estão presentes ou estão espalhados pelo genoma.

## Origem
Hoje duas hipóteses são discutidas a cerca do aparecimento do cluster de genes ParaHox:
1. Através da duplicação de um "ProtoHox" de 4 genes genes: Anterior, 3 (Perdido posteriormente no ParaHox), Central e Posterior dando origem aos clusters Hox e ParaHox
2. Através da duplicação de um "ProtoHox" de 2 genes (Anterior e Posterior) que daria origem aos clusters Hox e ParaHox e outras duplicações simultâneas destes dois clusters durante a explosão cambriana que dariam origem ao gene central nos dois clusters e ao 3 somente nos Hox

Em ambas as hipóteses o surgimento dos paraHox seria anterior à divergência cnidária/bilateria

## Funções e locais de expressão
Estudos a cerca da expressão de genes ParaHox em deuterostomios e protostomios incluindo ouriços, ascidias   , ratos  , poliquetas    e gastropodes  tem mostrado domínios de expressão similar: Na maior parte dos animais os genes Gsx são expressados unicamente no sistema nervoso central (SNC) com um limite rostral anterior; genes Xlot são expressos no SNC e na região central ds intestinos em desenvolvimento como o pancreas de vertebrados; genes Cdx são expressos em regiões posteriores do sistema nervoso central e intestino. A colinearidade temporal é invertida em S. purpuratus e perdida em C. intestinalis.
Os mesmos trabalhos com o gastropode e o anelídeo acima citados mostram que a função dos genes ParaHox nestes organismos está associada a padronização do trato digestivo e a organização espaço-temporal do seu desenvolvimento.